# Gambusia gaigei
Gambusia gaigei, conosciuto nei luoghi d'origine come Big Bend gambusia, è un piccolo pesce d'acqua dolce della famiglia Poeciliidae.

## Distribuzione e habitat
Questi pesci sono endemici delle acque dolci della contea di Brewster in Texas, USA, ma oggi sono rinvenibili soltanto in alcuni canali artificiali del Big Bend National Park.

## Descrizione
G. gaigei presenta un chiaro dimorfismo sessuale: il maschio è minuto, con testa piccola, profilo dorsale e ventrale poco pronunciati con lungo peduncolo caudale, terminante in una coda arrotondata. La pinna dorsale è piccola, le ventrali sono minuscole, l'anale è trasformata in organo copulatore (gonopodio), la pinna caudale è piccola, a delta. La livrea maschile vede un fondo bruno chiaro, semitrasparente, con dorso più scuro, dai riflessi metallici. La femmina ha corpo più ampio e lungo, con un dorso più arcuato e ventre arrotondato. Le pinne sono arrotondate, le ventrali sempre minute. La livrea femminile è come quella maschile, tendente al bruno trasparente.

I maschi raggiungono una lunghezza massima di 4 cm, le femmine anche 6 cm.

## Riproduzione
La fecondazione è interna e avviene mediante passaggio di spermatozoi dal corpo del maschio a quello della femmina con il gonopodio. La gestazione dura alcune settimane, dopo i quali la femmina partorisce alcune decine di avannotti bianco-trasparenti e completamente indipendenti.

## Alimentazione
Molto voraci, questi pesci si cibano di larve di insetti, insetti acquatici (come zanzare e Ephemeroptera), vermi e crostacei.

## Pericolo di estinzione
G. gaigei è stato inserito nella IUCN Red List come vulnerabile nel 1996.